# Chicago Pneumatic
Chicago Pneumatic International Inc. — транснациональная публичная компания со штаб-квартирой в Рок-Хилл.
На данный момент компания является подразделением шведской Atlas Copco.
Акции компании принимают участие в расчёте биржевого индекса S&P CNX 500 Национальной фондовой биржи Индии.

## История
Компания основана в 1901 году под названием «Chicago Pneumatic Tool Company». Она начала свою деятельность с производства пневматических отбойных молотков.
Начало промышленного производства автомобилей в 1903 году повлекло за собой спрос на механизированные инструменты. Непрерывная деятельность СР по разработке новых видов пневматических инструментов и совершенствованию их конструкции способствовала широкому распространению пневматики в Америке.
В 1907 году компания поглощает своего конкурента — Franklin and New York Compressor Company.
Во время Второй мировой войны CP поставляла свои инструменты для обслуживания техники армии США за границей. Так инструменты СР получили известность в Европе.
Дальнейшее развитие компании происходило очень бурно — прошла целая череда слияний и поглощений. В 1987 году Atlas Copco поглотил Chicago Pneumatic Tool Company.
На 2012 год компания Chicago Pneumatic объединяет 3 бренда: CP Chicago Pneumatic, CP Desoutter и CP George Renault.

## Деятельность
Компания производит дизельные и электрические компрессоры, в том числе компрессоры высокого давления (бустеры), дизельные генераторы; промышленный инструмент. Торговая и сервисная сеть компании находится более чем в 170 странах мира (наполовину состоит из центров обслуживания клиентов, полностью или частично принадлежащих Atlas Copco).

## Интересные факты

Первое оригинальное изображение «Клепальщицы Рози» художника Нормана Рокуэлла на обложке Saturday Evening Post 29 мая 1943 года.

29 мая 1943 года на обложке Saturday Evening Post была изображена картина Нормана Рокуэлла «Клепальщица Рози», на коленях которой лежал пневматический молот компании Chicago Pneumatic.
Практически сразу картина стала символом решимости американского народа в борьбе с деспотизмом.
Несколько лет эта картина висела в одном из магазинов Chicago Pneumatic в Нью-Йорке до её продажи частному владельцу.
Изображение лицензировано компанией Atlas Copco для рекламы Chicago Pneumatic.